# Ținutul Bucegi
Ținutul Bucegi (denumirea propusă inițial fiind ținutul Argeș) a fost unul din cele zece ținuturi înființate în 1938, prin Legea administrativă din 14 august, după ce regele Carol al II-lea a inițiat o reformă instituțională totalitară în România, modificând Constituția României și legea administrării teritoriale. 
Organizarea teritoriului în ținuturi a fost de inspirație fascistă, fiind urmărită ștergerea particularităților istorice regionale. Acest fapt este vădit pe de o parte prin renunțarea la denumirile istorice tradiționale, care au fost înlocuite cu denumiri geografice, iar pe de altă parte prin amestecarea unor regiuni cu particularități diferite. Astfel, județul Trei Scaune, cu majoritate secuiască, precum și județul Brașov, cu specific săsesc, au fost incluse în mod artificial în Ținutul Bucegi. 
Publicația proprie a fost Buletinul oficial al Ținutului Bucegi. 
Ținuturile s-au desființat prin Decret-Lege nr. 3219 din 21 septembrie 1940.

## Județe încorporate
În conformitate cu reforma administrativă și constituțională din anul 1938, cele 71 de județe au fost subordonate ținuturilor. Cele zece județe care au compus ținutul Bucegi au fost următoarele: 
- Argeș
- Brașov
- Buzău
- Dâmbovița
- Ilfov
- Muscel
- Prahova
- Teleorman
- Trei-Scaune
- Vlașca

## Stema
Conform Decretului Regal nr. 4285 din 13 decembrie 1938, stema ținutului Bucegi consta din „Scutul : zece fâșii așezate orizontal, alternând albastru, argint («coticé»), înfățișând cele zece județe ale ținutului, prin culorile predominante din stemele lor. Pe a noua fâșie albastră, cinci piscuri de munte, de argint; pe cel din mijloc, un vultur crucifer de aur, cu aripile întinse, ciocul și ghiarele roșii. Simbolizează regiunea muntoasă în care (la Curtea de Argeș) a fost cuibul Basarabilor, de unde și-a luat avântul vulturul, care a întins până la Dunăre și Mare principatul Țării Românești”. 

## Rezidenți regali
- Alexandru N. Gane (13 august 1938[5][6] – 1 februarie 1939[6][7])
- Gheorghe Alexianu (1 februarie 1939[6][7] – 22 septembrie 1940[6])